# 克勉十一世
克勉十一世（拉丁語：Clemens PP. XI；1649年7月23日—1721年3月19日）原名若望·方濟各·阿爾巴尼（Giovanni Francesco Albani），1700年11月23日至1721年3月19日出任教宗。

## 大事
他在位其間發生中國禮儀之爭。

## 譯名列表
- 十一世：天主教香港教區禮儀委員會：禧年專頁（页面存档备份，存于）作。
- 十一世：香港天主教教區檔案　歷任教宗作。
- 克雷芒十一世：《大英簡明百科知識庫》2005年版[永久]、《世界人名翻譯大辭典》1993年版作克雷芒。